# Vogelwaarde
Vogelwaarde is een dorp in de Nederlandse provincie Zeeland. 
Vogelwaarde werd in 1936 de naam van een nieuwe gemeente in Zeeuws-Vlaanderen waarin Boschkapelle, Hengstdijk, Ossenisse en Stoppeldijk werden samengevoegd. In 1970 werden de kernen Boschkapelle in het westen en Stoppeldijk in het oosten samengevoegd onder deze naam, toen de gemeente Vogelwaarde opging in de gemeente Hontenisse. Sinds 2003 maakt Hontenisse deel uit van de gemeente Hulst.
In 2023 woonden er 1.860 mensen in Vogelwaarde. De naam Vogelwaarde is ontleend aan de kreek De Vogel die tussen Vogelwaarde en Hengstdijk ligt.

## Geschiedenis
Boschkapelle werd in de 17e eeuw gesticht in de laag gelegen Stoppeldijkpolder, waardoor het dorp tot ongeveer 1960 te kampen had met behoorlijke wateroverlast in de winter. De kerk van Boschkapelle bestaat al sinds 1695; de naam van het dorp verwijst ook naar een kapel in het bos. Het nabijgelegen Stoppeldijk, ook wel Rapenburg genoemd, werd in 1814 het centrum van de gemeente Stoppeldijk; een eigen kerk, school en een gemeentehuis werden gebouwd. Na 1970 fuseerden de scholen van Boschkapelle en Stoppeldijk en geleidelijk groeiden beide kernen aan elkaar. 

## Sport
Vogelwaarde heeft in VV Vogelwaarde een voetbalvereniging. Daarnaast is er ook een tennisvereniging in het dorp.

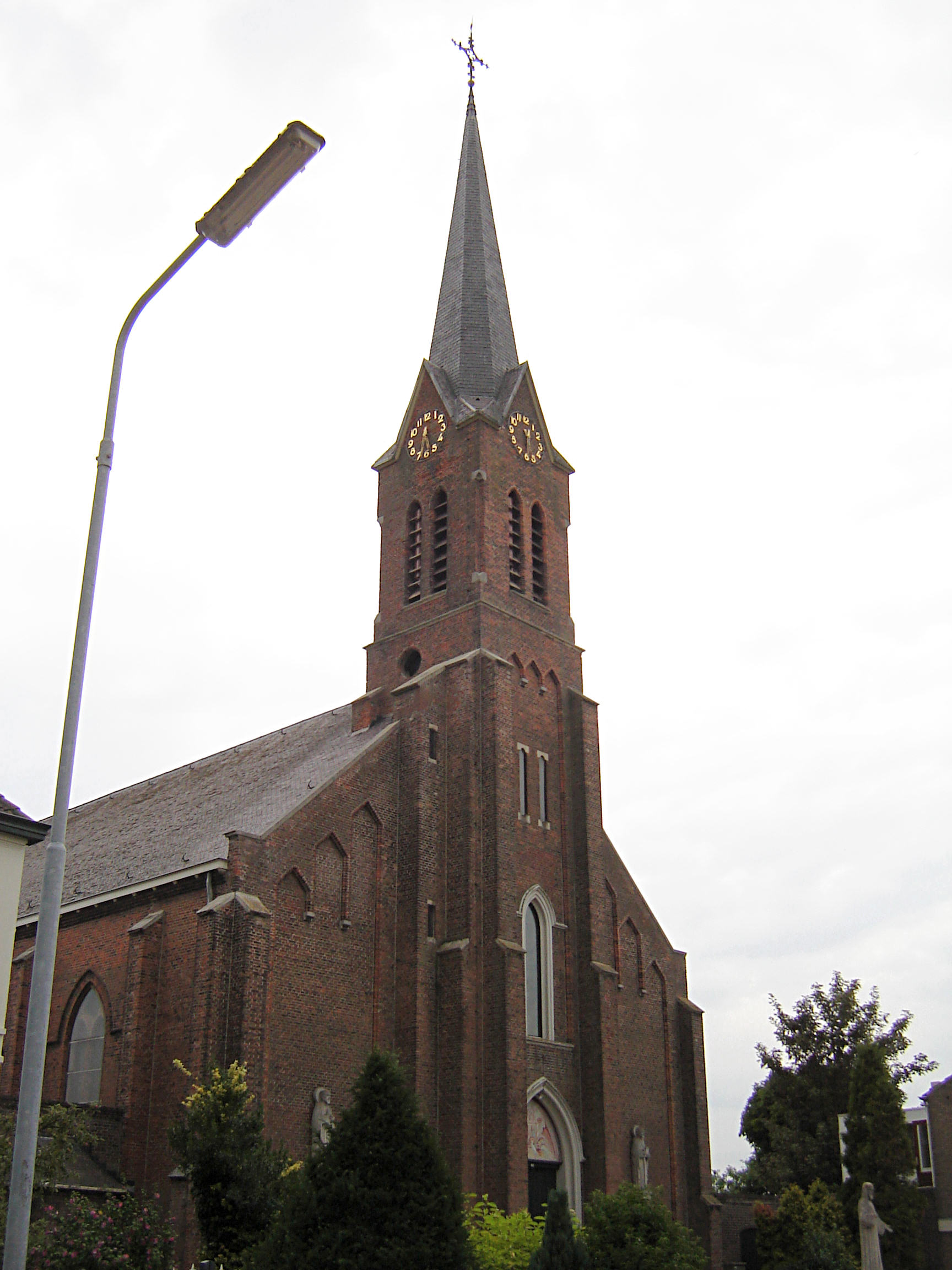
Heilige Petrus en Pauluskerk in Boschkapelle
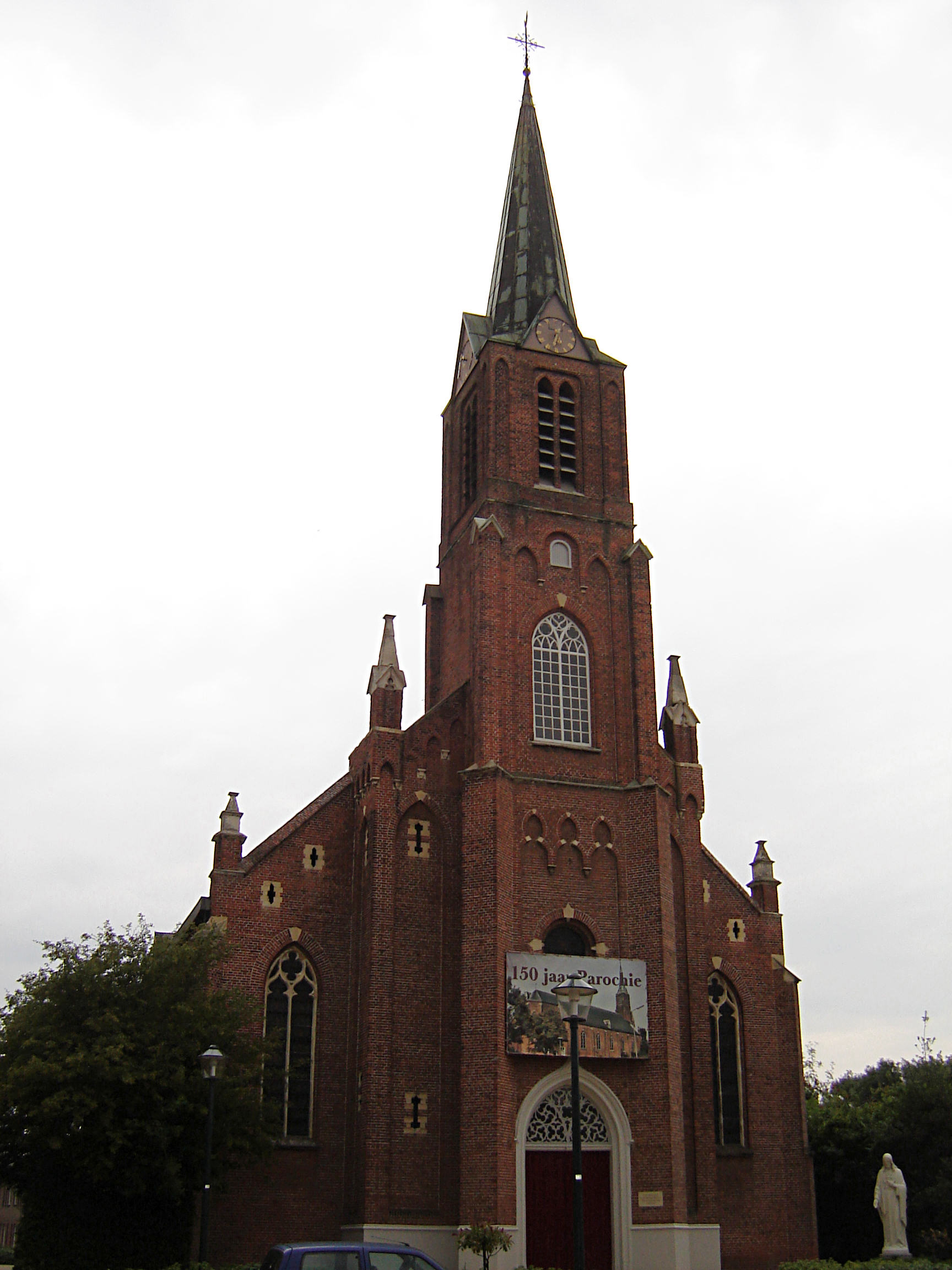
Heilige Gerulphuskerk in Stoppeldijk